# بیل بورگس
بیل بورگس (فرانسوی: Bill Burgess‎؛ ۱۵ ژوئن ۱۸۷۲ – ۲ ژوئیه ۱۹۵۰) شناگر و بازیکن واترپلو اهل بریتانیا بود.
وی در مسابقات کشوری و بین‌المللی در مجموع برندهٔ ۱ مدال برنز شده‌است.